# Plain TeX
Plain TeX est un système logiciel de composition de documents, ou plus exactement une extension du langage TeX créée par Donald Knuth. 

## Principe général
Le langage de mise en page TeX contient environ 300 fonctions dites primitives. Elles sont complétées avec environ 600 macros. Le langage ainsi obtenu constitue ce qu'on appelle un format, et se nomme Plain TeX. 
Plain TeX définit également les valeurs par défaut de certaines variables (taille des marges, tolérance sur la taille des espaces, précision des messages d'erreur, etc.)

## Exemples

### Différence entre macro et primitives
Le logo de TeX s'obtient en Plain TeX à l'aide de la commande 
```
\TeX

```

Cette commande peut être définie à l'aide de primitives de la façon suivante:
```
T\kern -.1667em\lower .5ex\hbox {E}\kern -.125emX

```

### Changement de type de police
En Plain TeX, le code suivant : 
```
Du {\bf gras}, de l'{\it italique}. 

```

Produira : « Du gras, de l'italique. »